# Acrochordonichthys strigosus
Acrochordonichthys strigosus är en fiskart som beskrevs av Ng 2001. Acrochordonichthys strigosus ingår i släktet Acrochordonichthys och familjen Akysidae. Inga underarter finns listade i Catalogue of Life.